# 金子哲夫 (野球)
金子 哲夫（かねこ てつお、1941年9月3日 - ）は、愛媛県出身の元プロ野球選手。元プロ野球選手の金子準一は実弟。

## 経歴
西条高校では1959年に第41回全国高等学校野球選手権大会へ出場。1回戦からエースピッチャーとして登板し、決勝戦まで勝ち進む。
決勝は宇都宮工業高校の大井道夫との投げ合いとなった。試合は当時の甲子園決勝の最長延長記録となる15回まで縺れたが、この回に打線が大井から6点を奪い、8-2で勝利し優勝投手となる。この大会、金子は全5試合を一人で投げぬいた。
1960年に大阪タイガースへ入団し、1年目から1軍のベンチ入りを果たすも、投手層が厚かったためにほとんど投げることができず、1軍では試合前のバッティング練習要員だった。
1961年にはウエスタン・リーグで勝率と防御率のタイトルを獲得したが、リリーフのみで先発としては使ってもらえなかった。
1963年を最後に現役引退。引退後は造船関係の仕事や、今治市でスナックを営業していた。

## 詳細情報

### 年度別投手成績
| 年 度     | 球 団     | 登 板 | 先 発 | 完 投 | 完 封 | 無 四 球 | 勝 利 | 敗 戦 | セ 丨 ブ | ホ 丨 ル ド | 勝 率 | 打 者 | 投 球 回 | 被 安 打 | 被 本 塁 打 | 与 四 球 | 敬 遠 | 与 死 球 | 奪 三 振 | 暴 投 | ボ 丨 ク | 失 点 | 自 責 点 | 防 御 率 | W H I P |
| --------- | --------- | ----- | ----- | ----- | ----- | -------- | ----- | ----- | -------- | ----------- | ----- | ----- | -------- | -------- | ----------- | -------- | ----- | -------- | -------- | ----- | -------- | ----- | -------- | -------- | ------- |
| 1960      | 大阪      | 1     | 0     | 0     | 0     | 0        | 0     | 0     | --       | --          | .000  | 3     | 0.0      | 3        | 0           | 0        | --    | 0        | 0        | 0     | 0        | 2     | 2        | ----     | ----    |
| 通算：1年 | 通算：1年 | 1     | 0     | 0     | 0     | 0        | 0     | 0     | --       | --          | .000  | 3     | 0.0      | 3        | 0           | 0        | --    | 0        | 0        | 0     | 0        | 2     | 2        | ----     | ----    |

### 記録
- 初登板：1960年6月28日、対広島カープ13回戦（広島市民球場）、7回裏から5番手で救援登板、0/3回2失点

### 背番号
- 36 （1960年 - 1962年）
- 13 （1963年）